# Luis Tomás Fernández de Córdoba y Ponce de León
Luis Tomás Fernández de Córdoba y Ponce de León (Gaucín, 18 de setembre de 1813 - París, 6 de gener de 1873) va ser un noble espanyol, XV duc de Medinaceli, Gran d'Espanya i cap de la Casa de Medinaceli. Va ser senador al Senat d'Espanya.

## Biografia
Nascut el dia 18 de setembre de 1813 a la localitat magalenya de Gaucín essent fill de Luis Joaquín Fernández de Córdoba y Benavides, XIV duc de Medinaceli, i de María de la Concepción Ponce de León i Carvajal, dels ducs de Montemar. Per via paterna era net de Luis María Fernández de Córdoba i Gonzaga, XIII duc de Medinaceli, i de Joaquina María de Benavides i Pacheco, III duquessa de Santisteban del Puerto. Per via materna, era net d'Antonio Ponce de León i Dávila Carrillo de Albornoz, IV duc de Montemar, i María Luisa Carvajal i Sandoval, dels ducs d'Abrantes.
Va ser nomenat senador vitalici al Senat d'Espanya per Reial Decret de 15 d'agost de 1845. A més, Isabel II li va concedir la Gran Creu de Carles III per Reial Decret l'any següent, el 25 d'octubre de 1846. El 3 d'octubre de 1847 va succeir al seu pare en tots els títols i estats de la casa de Medinaceli.
Va seguir la família reial en el seu exili a París després de la revolució de 1868. Va morir a la capital francesa el 6 de gener de 1873.

### Matrimoni i descendència
El 8 de febrer de 1848 contragué matrimoni amb Ángela Apolonio Pérez de Barradas i Bernuy, I duquessa de Dénia i Tarifa. Ángela Apolonio era filla de Fernando Pérez de Barradas i Arias de Saavedra, IX marquès de Peñaflor; i Maria del Rosario Bernuy i Aguayo, marquès de Benamejí. La parella tingué set fills:
- Ángela María Fernández de Córdoba i Pérez de Barradas, duquessa d'Escalona (1849 - 1923). Es casà amb Francisco de Borja Téllez-Girón i Fernández de Velasco, XVI duc d'Escalona.
- Luis María Fernández de Córdoba i Pérez de Barradas, XVI duc de Medinaceli (1851 - 1879). Es casà amb María Luisa Fitz-James Stuart i Portocarrero i amb Casilda Remigia de Salabert i Arteaga.
- María del Dulce Nombre Fernández de Córdoba i Pérez de Barradas, duquessa de Híjar (1852 - 1930). Es casà amb Alfonso de Silva i Campbell, XV duc d'Híjar.
- Alfonso María Fernández de Córdoba i Pérez de Barradas (1858 - 1880).
- Fernando María Fernández de Córdoba i Pérez de Barradas, duc de Lerma (1860 - 1936). Es casà amb María Luisa Bahía i Chacón.
- Carlos María Fernández de Córdoba i Pérez de Barradas, duc de Dénia i Tarifa (1864 - 1931). Es casà amb María de los Ángeles Medina i Garvey, dels marquesos d'Esquilvel.
- María del Carmen Fernández de Córdoba i Pérez de Barradas (1865 - 1949). Es casà amb Francisco de Paula de Losada y de las Rivas, XI comte de Gavía.

## Títols
Va ostentar els següents títols nobiliaris al llarg de la seva vida:
- XIII Marqués de Cogolludo

- XII Marqués de Villalba

- XII Marqués de Montalbán

- XI Marqués de Alcalá de la Alameda
- XIII Duc de Alcalá de los Gazules
- XVI Comte de Alcoutim
- XLIX Comte d'Empúries
- XI Marqués de Aitona
- XLIII Vescomte de Bas
- XXI Comte de Buendía
- XLI Vescomte de Cabrera
- XII Duc de Camiña
- XVII Duc de Cardona
- XVII Comte de Cocentaina
- XIV Marqués de Comares
- XVI Marqués de Denia
- XIII Comte de El Castellar
- XVI Comte del Risco
- XIV Duc de Feria
- XIV Marqués de las Navas
- XVI Comte de Los Molares
- XI Marqués de Malagón
- XVI Comte de Medellín
- XV Duc de Medinaceli
- XIX Comte de Osona
- XVII Marqués de Pallars
- XXIII Comte de Prades
- XIV Marqués de Priego
- XIV Comte de Santa Gadea
- V Duc de Santisteban del Puerto
- XVI Duc de Sogorb
- XVI Marqués de Tarifa
- XIV Comte de Valenza i Valladares
- XXXIX Vescomte de Vilamur
- XVI Marqués de Villa Real
- XI Comte de Villalonso